# Ланевские-Волки
Ланевские-Волки (пол. Wołk-Łaniewski) — древний литовский дворянский род, герба Корчак,
Род внесён в VI часть дворянских родословных книг Гродненской и Могилёвской губерний.

## История рода
Родоначальник фамилии Ланевских-Волков — Николай Волк, по окончании войны Кржижацкой, был послом от прусских провинций к королю польскому Казимиру IV, а по грамоте короля польского Ивана-Альбрехта пожалован в чин поморского воеводы (1485) Потомок его, Григорий Иванович Ланевский-Волк, хорунжий Троцкого воеводства и стал первым, в официальных письмах, именоваться Ланевским-Волком, от вотчины своей Ланевич. Представители рода, владея наследственными и предковскими имениями, перешли на службу Российскому престолу (1725).
Михаил Владимирович Ланевский-Волк (1799—1843) генерал-майор, с отличием участвовал в подавлении Польского восстания 1831 года.

## Описание герба
В червлёном щите три серебряных укороченных пояса. Верхний самый большой, нижний самый короткий.
Щит увенчан дворянским коронованным шлемом. Нашлемник: стоящий червлёный волк с серебряными глазами и языком. Намёт: червлёный с серебром. Герб Ланевских-Волков внесён в Часть 12 Общего гербовника дворянских родов Всероссийской империи, стр. 131.